# Parafia św. Bogumiła w Kole

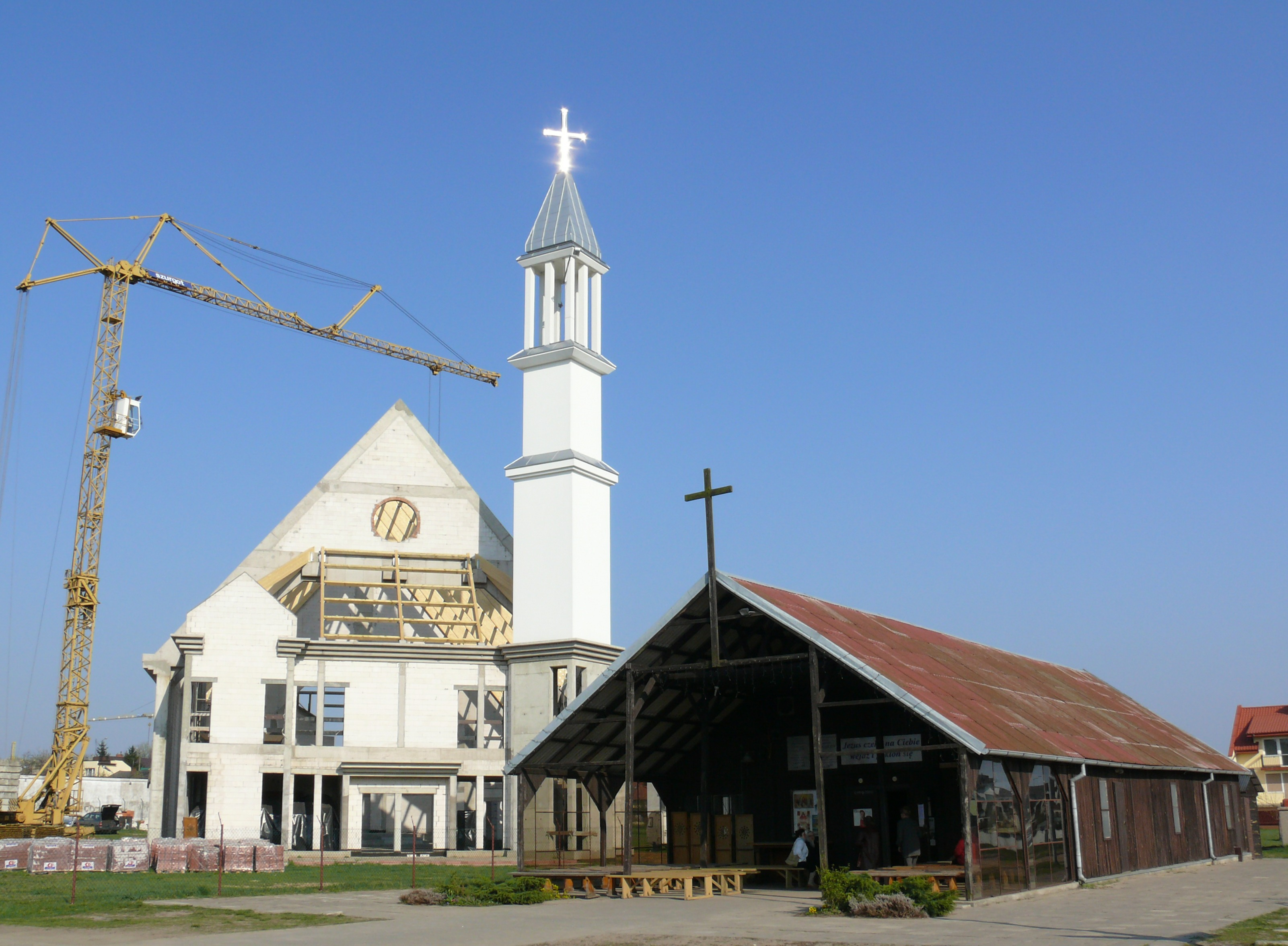
Budowa kościoła (2009)

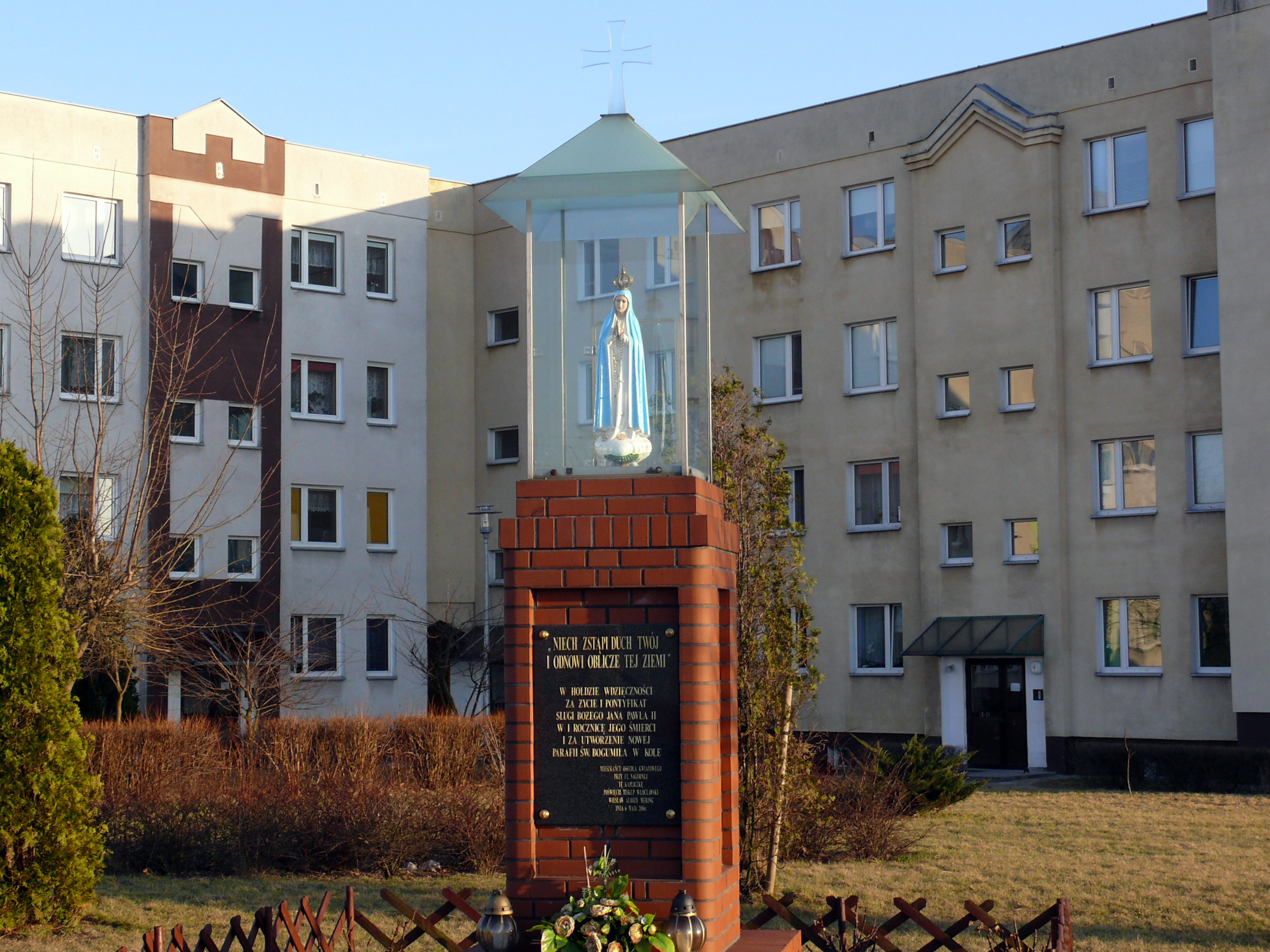
Kapliczka MB Fatimskiej przy ul. Konwaliowej

Parafia św. Bogumiła w Kole – rzymskokatolicka parafia położona w północno-wschodniej części miasta Koła. Administracyjnie należy do dekanatu kolskiego (diecezja włocławska).
Parafia liczy 3862 wiernych. Uroczystości odpustowe odbywają się 10 czerwca.

## Duszpasterze
- proboszcz: ks. dr Piotr Pawlak (od 2005)
- wikariusz: ks. mgr lic. Maciej Grabowski (od 2021)

## Kościoły
- kościół parafialny: Kościół św. Bogumiła w Kole

## Historia
23 września 1998 r. bp Roman Andrzejewski postanowił utworzyć na kolskim osiedlu Płaszczyzna nową parafię. Tegoż dnia poświęcił plac pod budowę świątyni oraz krzyż i odprawił mszę polową. 29 sierpnia 2003 r. bp Wiesław Mering utworzył Ośrodek Duszpasterski św. Bogumiła, który znajdował się na terenie kolskiej parafii Podwyższenia Krzyża Świętego. Z dniem 4 września pracę duszpasterską na terenie nowej wspólnoty powierzono ks. Piotrowi Pawlakowi – dotychczasowemu wikariuszowi parafii farnej. Następnie sprowadzono do Koła szkielet kaplicy z parafii bł. biskupa Michała Kozala w Słupcy. Plebania została ulokowana w budynku przy ul. 3 Maja 16.
Utworzenie parafii św. Bogumiła w Kole nastąpiło na mocy dekretu z 5 października 2005 r. Powstała ona z części kolskich parafii Podwyższenia Krzyża Świętego oraz Matki Bożej Częstochowskiej i obejmowała osiedla Płaszczyzna i Nagórna. Wspólnota została włączona w skład dekanatu kolskiego I, a proboszczem od 1 listopada 2005 r. został mianowany ks. Piotr Pawlak.
6 maja 2006 r. na osiedlu Nagórna została poświęcona kapliczka ku czci MB Fatimskiej, która w tej parafii obdarzana jest szczególnym kultem. Każdego miesiąca sprawowane jest stosowne nabożeństwo. Podobnym kultem otaczana jest MB Różańcowa oraz Najświętsze Serce Jezusa. 10 czerwca 2007 r., w odpust, parafia otrzymała od mieszkańców pobliskiego Dobrowa, relikwie błogosławionego Bogumiła.
10 czerwca 2008 r. bp Wiesław Mering w obecności dziekana dekanatu kolskiego I – ks. kanonika Józefa Wronkiewicza i innych kapłanów poświęcił kamień węgielny pod budowę kościoła pod wezwaniem Świętego Bogumiła.
10 czerwca 2022 roku biskup Krzysztof Wętkowski konsekrował kościół parafialny, współkonsekratorami byli biskupi seniorzy Wiesław Mering oraz Stanisław Gębicki.

## Zasięg parafii
Do parafii należą wierni z Koła mieszkający na osiedlu Płaszczyzna (ulice: 3 Maja, Krzysztofa Kamila Baczyńskiego, Karola Buczka, Cegielniana, Józefa Chełmońskiego, Fryderyka Chopina, Czereśniowa, Marii Dąbrowskiej, Dąbska (część), Stanisławy Fleszarowej-Muskat, Jana Kasprowicza, Jana Kochanowskiego, Hugo Kołłątaja, Stanisława Konarskiego, Marii Konopnickiej, Mikołaja Kopernika, Janusza Korczaka, Ignacego Krasickiego, Józefa Ignacego Kraszewskiego, Bolesława Leśmiana, Łąkowa (część), Malinowa, Jana Matejki, Morelowa, Zofii Nałkowskiej, Gabriela Narutowicza, Cypriana Kamila Norwida, Władysława Orkana, Emilii Plater, Mikołaja Reja, Władysława Reymonta, Marii Skłodowskiej-Curie, Juliusza Słowackiego, Leopolda Staffa, Stanisława Staszica, Andrzeja Struga, Szkolna, Wiśniowa, Stanisława Wyspiańskiego, Gabrieli Zapolskiej, Stefana i części Żeromskiego) i osiedlu Przedmieście Warszawskie (ulice: Michała Beksiaka, Boguszyniecka, Władysława Grabskiego, Władysława Klimaszewskiego, Konwaliowa (część), Krokusowa, Krystiana Lendli, ks. biskupa Czesława Lewandowskiego, Nagórna (część), Narcyzowa, Poległych, Powstania Warszawskiego, Różana, Henryka Sienkiewicza (część), Storczykowa, Tulipanowa).
Placówki edukacyjne znajdujące się w granicach administracyjnych parafii:
- Koło
  - Szkoła Podstawowa nr 1 im. Stanisława Konarskiego